# Čejkovice (district de Hodonín)
Pour les articles homonymes, voir Čejkovice.
Čejkovice (en allemand : Czeikowitz) est une commune du district de Hodonín, dans la région de Moravie-du-Sud, en Tchéquie. Sa population s'élevait à 2 437 habitants en 2020.

## Géographie
Čejkovice se trouve à 15 km à l'ouest-nord-ouest de Hodonín, à 41 km au sud-est de Brno et à 224 km au sud-est de Prague.
La commune est limitée par Kobylí et Čejč au nord, par Mutěnice, Starý Poddvorov et Nový Poddvorov à l'est, par Moravský Žižkov, Prušánky et Velké Bílovice au sud, par Vrbice à l'ouest.

## Histoire
La première mention écrite du village date de 1248.
Jusqu'en 1918, le village (au nom allemand de Ceikowitz bei Tscheitsch jusqu'à la fin du XIXe siècle) fait partie de la monarchie autrichienne (empire d'Autriche), puis Autriche-Hongrie (Cisleithanie
après le compromis de 1867), dans le district de Göding en Moravie.
Un bureau de poste est ouvert en 1869.